# Берлін (Вісконсин)
Берлін (англ. Berlin) — місто (англ. city) в США, в округах Ґрін-Лейк і Вошара штату Вісконсин. Населення — 5571 особа (2020).

## Географія
Берлін розташований за координатами 43°58′14″ пн. ш. 88°57′1″ зх. д. / 43.97056° пн. ш. 88.95028° зх. д. (43.970632, -88.950143).  За даними Бюро перепису населення США в 2010 році місто мало площу 16,46 км², з яких 14,97 км² — суходіл та 1,50 км² — водойми.

## Демографія
Згідно з переписом 2010 року, у місті мешкали 5524 особи в 2296 домогосподарствах у складі 1423 родин. Густота населення становила 336 осіб/км².  Було 2561 помешкання (156/км²).
Расовий склад населення:
| - 93,4 % — білих - 0,9 % — азіатів - 0,6 % — корінних американців - 0,5 % — чорних або афроамериканців - 3,6 % — осіб інших рас |

До двох чи більше рас належало 1,0 %. Частка іспаномовних становила 8,0 % від усіх жителів.
За віковим діапазоном населення розподілялося таким чином: 25,8 % — особи молодші 18 років, 57,8 % — особи у віці 18—64 років, 16,4 % — особи у віці 65 років та старші. Медіана віку мешканця становила 39,0 року. На 100 осіб жіночої статі у місті припадало 94,1 чоловіків;  на 100 жінок у віці від 18 років та старших — 91,7 чоловіків також старших 18 років.
Середній дохід на одне домашнє господарство  становив 47 877 доларів США (медіана — 39 395), а середній дохід на одну сім'ю — 55 968 доларів (медіана — 45 921). Медіана доходів становила 37 708 доларів для чоловіків та 28 326 доларів для жінок. За межею бідності перебувало 18,7 % осіб, у тому числі 37,2 % дітей у віці до 18 років та 8,8 % осіб у віці 65 років та старших.
Цивільне працевлаштоване населення становило 2434 особи. Основні галузі зайнятості: виробництво — 31,3 %, освіта, охорона здоров'я та соціальна допомога — 19,0 %, мистецтво, розваги та відпочинок — 7,7 %, роздрібна торгівля — 6,6 %.